# Grindcrusher Tour
Il Grindcrusher Tour fu una tournée, svoltasi nel Regno Unito, organizzata dall'etichetta discografica Earache Records per promuovere quattro gruppi musicali appartenenti alla propria "scuderia". I concerti si svolsero nell'arco di sette giorni e videro la partecipazione di band esponenti del death metal e del grindcore: Napalm Death, Morbid Angel, Carcass e Bolt Thrower.

## Notizie generali
L'evento è ricordato per essere stato il primo tour all'estero degli statunitensi Morbid Angel e per il debutto di Mark Greenway come cantante dei Napalm Death.
Il concerto del 14 novembre tenuto dai Morbid Angel apparve nel DVD Live Madness '89 contenuto nella ristampa del 2006 di Altars of Madness e nel box set Maximum Metal del 2011; inoltre le tracce audio vennero utilizzate per l'album dal vivo Juvenilia del 2015. 
In seguito i Napalm Death e i Morbid Angel si cimentarono nell'European Grindcrusher Tour e, nel 1991, la band inglese effettuò anche una serie di concerti negli Stati Uniti denominata US Grind Crusher Tour 1991.

## Date e tappe
| Data       | Città                      | Luogo               |
| ---------- | -------------------------- | ------------------- |
| 10/11/1989 | Manchester, Inghilterra    | The International 2 |
| 11/11/1989 | Edimburgo, Scozia          | Calton Studios      |
| 12/11/1989 | Birmingham, Inghilterra    | Hummingbird         |
| 13/11/1989 | Middlesbrough, Inghilterra | Town Hall           |
| 14/11/1989 | Nottingham, Inghilterra    | Rock City           |
| 15/11/1989 | Bradford, Inghilterra      | Saint George's Hall |
| 16/11/1989 | Londra, Inghilterra        | Kilburn National    |

## Tracce

### Napalm Death
I brani che seguono non sempre vennero tutti eseguiti.
1. Rise Above
2. Life ?
3. The Kill
4. Walls of Confinement
5. Deceiver
6. Dead
7. Siege of Power
8. M.A.D.
9. Retreat to Nowhere
10. Scum
11. From Enslavement to Obliteration
12. Control
13. Success ?
14. Instinct of Survival
15. You Suffer
16. Practice What You Preach
17. Unchallenged Hate
18. The Missing Link
19. Negative Approach
20. Mentally Murdered
21. Human Garbage
22. Stigmatized
23. Social Sterility
24. Cock-Rock Alienation

### Morbid Angel
I Morbid Angel proposero per intero il loro disco d'esordio.
1. Immortal Rites
2. Suffocation
3. Visions from the Dark Side
4. Maze of Torment
5. Chapel of Ghouls
6. Bleed for the Devil
7. Damnation
8. Blasphemy
9. Lord of All Fevers & Plague
10. Evil Spells

### Carcass
I brani che seguono non sempre vennero tutti eseguiti.
1. Genital Grinder II
2. Exhume to Consume
3. Ruptured in Purulence
4. Excoriating Abdominal Emanation
5. Empathological Necroticism
6. Embryonic Necropsy and Devourment
7. Swarming Vulgar Mass of Infected Virulency
8. Reek of Putrefaction
9. Pungent Excruciation

### Bolt Thrower
1. Eternal War
2. Through the Eye of Terror
3. All That Remains
4. World Eater
5. Lost Souls Domain
6. Drowned in Torment
7. Realm of Chaos

## Formazione

### Napalm Death
- Mark Greenway - voce
- Jesse Pintado - chitarra
- Mitch Harris - chitarra
- Shane Embury - basso
- Mick Harris - batteria

### Morbid Angel
- David Vincent - voce, basso
- Trey Azagthoth - chitarra
- Richard Brunelle - chitarra
- Pete Sandoval - batteria

### Carcass
- Jeff Walker - basso, voce
- Bill Steer - chitarra, voce
- Ken Owen - batteria

### Bolt Thrower
- Karl Willetts - voce
- Gavin Ward - chitarra
- Baz Thomson - chitarra
- Jo Bench - basso
- Andy Whale - batteria